# Кустинская, Наталия Николаевна
Ната́лия Никола́евна Кусти́нская (5 апреля 1938, Москва — 13 декабря 2012, там же) — советская актриса театра и кино. Заслуженная артистка Российской Федерации (1999).

## Биография
Родилась 5 апреля 1938 года в Москве, в семье куплетиста-чечёточника, а затем директора фильмов киностудии «Мосфильм» Николая Андреевича Кустинского (1902—1982) и эстрадной певицы Марины Сергеевны Вдовенко (?—1982). Окончила музыкальную школу при училище имени Гнесиных, по классу фортепиано и Всесоюзный государственный институт кинематографии (1961, курс Ольги Пыжовой и Бориса Бибикова).
Работала в Театре-студии киноактёра. Дебютировала в кино в 1959 году, исполнив роли Маруси в фильме Григория Рошаля «Хмурое утро». Снялась более чем в 20 кино- и телевизионных фильмах, в том числе в «Три плюс два» (1963), «Иван Васильевич меняет профессию» (1973), телесериале «Вечный зов» (1973—1983) по одноимённому роману Анатолия Иванова. Работала как актриса дубляжа.

### Личная жизнь
В 1957 году Наталия вышла замуж за кинорежиссёра Юрия Чулюкина (1929—1987). Актриса подала на развод после фильма «Девчата». Чулюкин заверил, что снимет Кустинскую в главной роли Тоси Кислицыной, но в итоге её сыграла Надежда Румянцева.
В 1960-е годы французский журнал Candide включил Наталию Кустинскую в первую десятку самых красивых актрис мира.
В 1968 году вышла замуж второй раз — за переводчика Олега Волкова. В браке родился единственный сын Кустинской Дмитрий. В 12-летнем возрасте вопреки воле матери и по настоянию Ролана Быкова сыграл в фильме «Чучело».
В 1970 году Кустинская стала женой космонавта Бориса Егорова (1937—1994). Позже сын актрисы Дмитрий взял его отчество и фамилию. В 1989 брак распался. Как утверждала Кустинская, из-за измены мужа.
В 1990 году Наталия вышла замуж за сотрудника Академии общественных наук профессора Геннадия Хромушина. Они проживали в двухкомнатной квартире во Вспольном переулке, дом 16. В это же время сын Натальи стал употреблять наркотики. Дмитрий несколько раз проходил лечение от наркозависимости. В итоге 1991 году он женился, а позже у пары родился сын. Однако мальчик умер в семимесячном возрасте от гидроцефалии.
В 2002 году скончался муж Кустинской (тромб), а позже и сын (передозировка наркотиков). Как отмечала в своих мемуарах актриса Наталья Варлей, помимо наркозависимости у Дмитрия был СПИД.
После ухода мужа и сына актриса начала злоупотреблять алкоголем, навалились болезни — проблемы с суставами, лишний вес, сахарный диабет.
В 2004 году вышла замуж за Владимира Масленникова, а после его смерти в 2009 году вышла замуж за его друга — Стаса Ванина. Ванин взял фамилию актрисы.
Последним близким другом Кустинской был ярославский поэт Алексей Филиппов,  впоследствии — депутат муниципалитета Ярославля и Ярославской областной Думы [Вместе они работали над книгой её воспоминаний. 24 декабря 2012 года в выпуске телевизионного ток-шоу «Пусть говорят», посвящённом актрисе, ведущий Андрей Малахов назвал Филиппова последней любовью Кустинской https://yar.aif.ru/society/gkh/186529.  
В 2010 году после приступа радикулита Кустинская упала в ванной и получила травму позвоночника. В феврале 2012 года, пытаясь встать с кровати, упала, сломав левое плечо; при этом её атрофированные ноги угодили в раскалённую батарею. Пробыв в таком положении несколько часов, актриса получила ожоги ног четвёртой степени, после чего стала совершенно лежачей. В декабре 2012 года с диагнозом «пневмония» Кустинская попала в реанимацию Боткинской больницы в состоянии комы. 10 декабря перенесла инсульт.
Скончалась на 75-м году жизни 13 декабря 2012 года не приходя в сознание.
Гражданская панихида, согласно желанию актрисы, не проводилась — состоялось лишь отпевание в храме Спаса Нерукотворного Образа на Сетуни.
17 декабря 2012 года актриса была похоронена рядом со своими отцом и сыном на Кунцевском кладбище Москвы (участок 8).

### Семья
- Первый муж (1957—1966) — кинорежиссёр Юрий Степанович Чулюкин (1929—1987).
- Второй муж (1968—1970) — переводчик в посольстве СССР в Индии, затем сотрудник Министерства внешней торговли СССР Олег Николаевич Волков (род. 1940).
  - Сын — Дмитрий (1970—2002). Снялся в фильме Ролана Быкова «Чучело» (1983) в роли Димы Сомова.
    - Внук. Умер в семимесячном возрасте от последствий гидроцефалии.
- Третий муж (1970—1989) — космонавт, Герой Советского Союза, полковник Борис Борисович Егоров (1937—1994).
- Четвёртый муж (1990—2002) — сотрудник Академии общественных наук (АОН) при ЦК КПСС, позднее — доктор экономических наук, профессор МГИМО Геннадий Борисович Хромушин (1930—2002).
- Пятый муж (2004—2009) — Владимир Масленников (1948—2009).
- Шестой муж (2010—2012) — Стас Ванин (Кустинский). Развод был оформлен судом незадолго до смерти актрисы.

## Фильмография

### Роли в кино
- 1959 — Хождение по мукам. Фильм 3: Хмурое утро — Маруся
- 1960 — Сильнее урагана — Катя Беляева
- 1960—1961 — Первые испытания — Ядвися
- 1961 — Годы девичьи — Настя
- 1962 — После свадьбы — Тоня Малютина
- 1962 — Увольнение на берег — Катя Фёдорова
- 1963 — Три плюс два — Наталья, киноактриса
- 1965 — Спящий лев — Наташа Цветкова, киномеханик кинопередвижки
- 1966 — Королевская регата — Алёна, стюардесса
- 1969 — Десять зим за одно лето — Валентина
- 1971 — Весенняя сказка — Елена Прекрасная
- 1971 — Кочующий фронт — Вера Турчанинова
- 1973—1983 — Вечный зов (сериал) — Полина Полипова, дочь Лахновского
- 1973 — Иван Васильевич меняет профессию — киноактриса, подружка режиссёра Якина
- 1974 — Авария (ТВ) — странная дама в автомобиле (нет в титрах)
- 1976 — Стажёр — Светлана, гид
- 1978 — Пробивной человек — Ирина
- 1980 — Мой папа — идеалист — Сильва, актриса
- 1980 — Гражданин Лёшка — Наталья Николаевна, гид группы канадских лесорубов
- 1981 — Шофёр на один рейс (ТВ) — Маша
- 1982 — Просто ужас! — хозяйка кота
- 1989 — Светик — мать Веры

### Озвучивание
- 1955 — Большие манёвры — Люси (роль Брижит Бардо)
- 1958 — Девица Розмари — Розмари (роль Нади Тиллер)
- 1967 — Девушки из Рошфора — Дельфин Гарнье (роль Катрин Денёв)
- 1967 — Сиртаки — Марина (роль Алики Вуюклаки)
- 1967 — Земля. Море. Огонь. Небо — Севда (роль Фидан Касымовой)
- 1969 — Возвращение с Олимпа (мультфильм) — Гера
- 1969 — Долг каждого (мультфильм) — Сойка
- 1971 — Лабиринт. Подвиги Тесея (мультфильм) — дочь Миноса Ариадна
- 1971 — Жил-был полицейский — Кристина (роль Мирей Дарк)
- 1971 — Снимай шляпу, когда целуешь! — Петра (роль Ангелики Валлер)
- 1973 — Иван Васильевич меняет профессию — Жорж Милославский, говорящий по телефону женским голосом (эпизод с участием Леонида Куравлёва)
- 1974 — Торговцы смертью — Сильвия (роль Сильвии Монти)
- 1977 — Каскадёры — Джуди Блейк (роль Кэндис Райалсон)
- 1977 — Синема
- 1979 — Похищение по-американски (ТВ)
- 1979 — Кто украл Мартинку?